# Nuenen en Gerwen

Wapen van Nuenen en Gerwen

Nuenen en Gerwen is de naam van een voormalige gemeente in Noord-Brabant die bestaan heeft van 1810 tot 1821.
In dat jaar werd de gemeente Nederwetten en Eckart gesplitst en werd Nederwetten bij de gemeente gevoegd, waardoor de huidige gemeente Nuenen, Gerwen en Nederwetten ontstond.